# Skirgölen (Tuna socken, Småland)
Skirgölen är en sjö i Vimmerby kommun i Småland och ingår i Marströmmens huvudavrinningsområde. Sjön har en area på 0,0916 kvadratkilometer och ligger 117,1 meter över havet.

## Delavrinningsområde
Skirgölen ingår i det delavrinningsområde (638186-151773) som SMHI kallar för Inloppet i Tunasjön. Medelhöjden är 114 meter över havet och ytan är 7,26 kvadratkilometer. Räknas de 4 avrinningsområdena uppströms in blir den ackumulerade arean 78,57 kvadratkilometer. Avrinningsområdets utflöde Marströmmen (Bodaån) mynnar i havet. Avrinningsområdet består mestadels av skog (79 procent) och jordbruk (12 procent). Avrinningsområdet har 0,37 kvadratkilometer vattenytor vilket ger det en sjöprocent på 5,1 procent.